# Céré-la-Ronde
Pour les articles homonymes, voir Céré.
Céré-la-Ronde est une commune française du département d'Indre-et-Loire, en région Centre-Val de Loire.

## Géographie

### Localisation et communes limitrophes
Sur le plateau entre Cher et Indre, la commune de Céré-la-Ronde fait partie de la micro-région naturelle de la Gâtine de Loches. Le bourg est situé à 10 km au sud de Montrichard Val de Cher (Loir-et-Cher). La commune est rattachée à la zone d'emploi de Loches, au bassin de vie de Montrichard Val de Cher et au canton de Bléré.
| Épeigné-les-Bois | Faverolles-sur-Cher Loir-et-Cher Saint-Julien-de-Chédon Loir-et-Cher | Angé Loir-et-Cher Pouillé Loir-et-Cher |
| Luzillé          | Céré-la-Ronde                                                        | Mareuil-sur-Cher Loir-et-Cher          |
| Le Liège         | Genillé                                                              | Orbigny                                |

### Géologie et relief
Le sous-sol de Céré-la-Ronde est constitué de calcaire du Turonien, notamment le tuffeau blanc dit « pierre de Bourré » (c3b) ou jaune (c3c) qui affleure au flanc des vallées. Il est recouvert par une épaisse couche d'argiles à silex (c4-6S) datant du Sénonien. Très localement, des sables détritiques de l'Éocène (eC) se superposent aux argiles. Une grande partie du territoire est recouverte d'une couche de limon éolien des plateaux quaternaire (LP). Un anticlinal affecte tout cet ensemble d'ouest en est. C'est à ce niveau, sous le toit des formations triasiques, à environ 900 m de profondeur, que sont ménagées des poches de stockage de gaz naturel,.
Le territoire de la commune possède le point culminant du département d'Indre-et-Loire : le Signal de la Ronde à 187 mètres d'altitude. Situé à 4 km au nord-est du village sur la crête de l'anticlinal, il se trouve sur la frontière avec le département de Loir-et-Cher. Le reste du plateau se trouve fréquemment à une altitude de plus de 140 m, alors que l'altitude minimale relevée est de 85 m dans le vallon d'un cours d'eau.

### Hydrographie

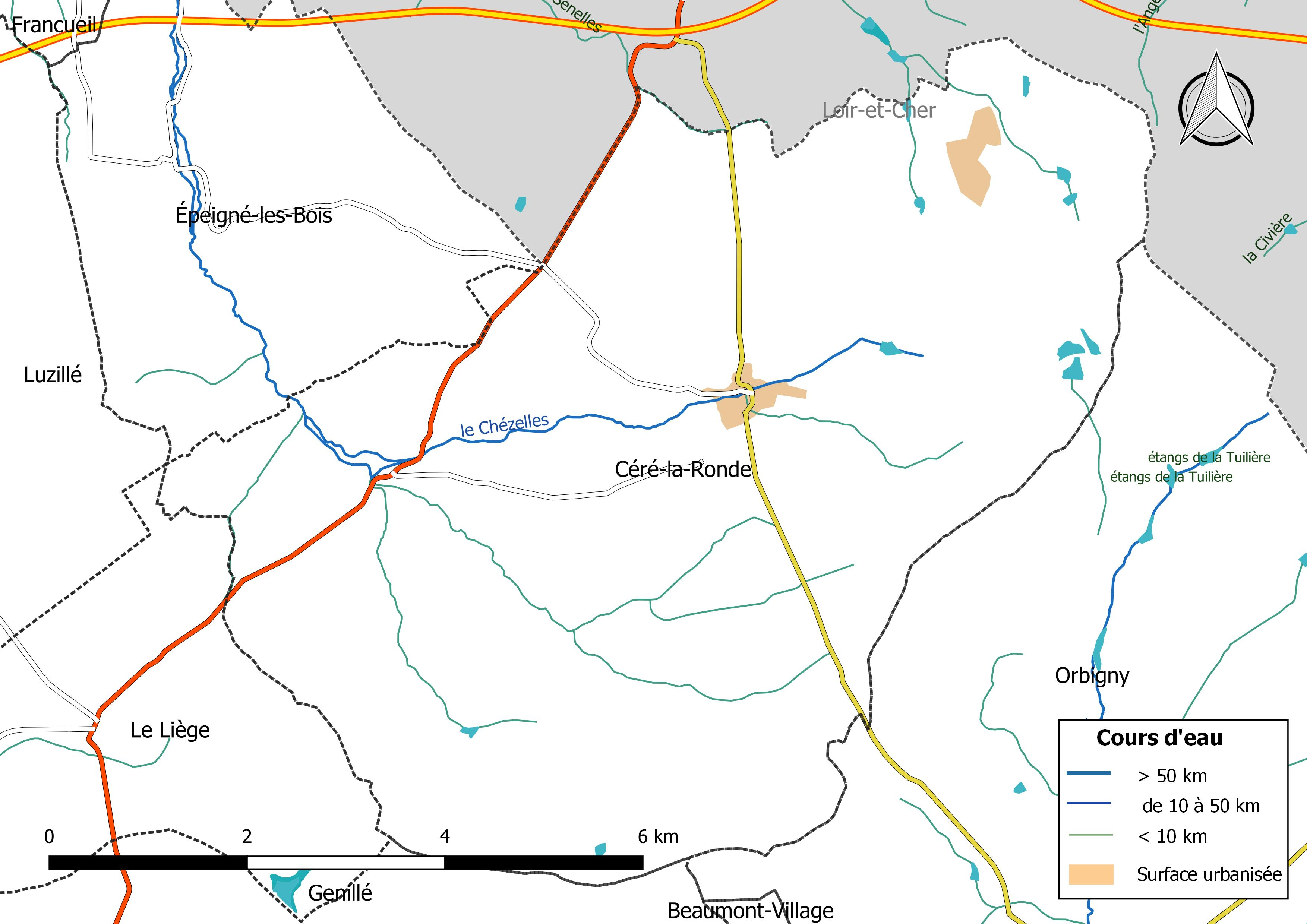
Réseau hydrographique de Céré-la-Ronde.

Le réseau hydrographique communal, d'une longueur totale de 31,76 km, comprend un cours d'eau notable, le Chézelles (7,233 km), et divers petits cours d'eau dont l'Aiguevives (1,036 km) et le Senelles (0,454 km),.
Le Chézelles, également dénommé localement « l'Aigremont », d'une longueur totale de 16,8 km, prend sa source dans la commune dans le bois du Châtelier et se jette dans le Cher à Saint-Georges-sur-Cher (Loir-et-Cher), après avoir traversé 4 communes. 
Ce cours d'eau est classé dans la liste 1 au titre de l'article L. 214-17 du code de l'environnement sur le Bassin Loire-Bretagne. Du fait de ce classement, aucune autorisation ou concession ne peut être accordée pour la construction de nouveaux ouvrages s'ils constituent un obstacle à la continuité écologique et le renouvellement de la concession ou de l'autorisation des ouvrages existants est subordonné à des prescriptions permettant de maintenir le très bon état écologique des eaux. 
Sur le plan piscicole, le Chézelles est classé en deuxième catégorie piscicole. Le groupe biologique dominant est constitué essentiellement de poissons blancs (cyprinidés) et de carnassiers (brochet, sandre et perche).
Neuf zones humides ont été répertoriées sur la commune par la direction départementale des territoires (DDT) et le conseil départemental d'Indre-et-Loire : « la vallée du Ruisseau de l'Aigremont », « l'étang d'Aiguevives », « l'étang de la Naudière », « l'étang de la Coterie », « l'étang de la Verdure », « les étangs de la Ronde », « les étangs du Chêne blanc », « l'étang de la Chopine » et « l'étang des Marteaux »,.

### Climat
Pour des articles plus généraux, voir Climat du Centre-Val de Loire et Climat d'Indre-et-Loire.
En 2010, le climat de la commune est de type climat océanique dégradé des plaines du Centre et du Nord, selon une étude du CNRS s'appuyant sur une série de données couvrant la période 1971-2000. En 2020, Météo-France publie une typologie des climats de la France métropolitaine dans laquelle la commune est exposée à un climat océanique altéré et est dans la région climatique Moyenne vallée de la Loire, caractérisée par une bonne insolation (1 850 h/an) et un été peu pluvieux.
Pour la période 1971-2000, la température annuelle moyenne est de 11,2 °C, avec une amplitude thermique annuelle de 14,9 °C. Le cumul annuel moyen de précipitations est de 712 mm, avec 11,7 jours de précipitations en janvier et 6,6 jours en juillet. Pour la période 1991-2020, la température moyenne annuelle observée sur la station météorologique de Météo-France la plus proche, sur la commune de Sublaines à 15 km à vol d'oiseau, est de 12,1 °C et le cumul annuel moyen de précipitations est de 647,3 mm,. Pour l'avenir, les paramètres climatiques de la commune estimés pour 2050 selon différents scénarios d'émission de gaz à effet de serre sont consultables sur un site dédié publié par Météo-France en novembre 2022.

## Urbanisme

### Typologie
Au 1er janvier 2024, Céré-la-Ronde est catégorisée commune rurale à habitat très dispersé, selon la nouvelle grille communale de densité à sept niveaux définie par l'Insee en 2022.
Elle est située hors unité urbaine et hors attraction des villes,.

### Occupation des sols
L'occupation des sols de la commune, telle qu'elle ressort de la base de données européenne d’occupation biophysique des sols Corine Land Cover (CLC), est marquée par l'importance des territoires agricoles (53,4 % en 2018), en diminution par rapport à 1990 (55,4 %). La répartition détaillée en 2018 est la suivante : 
forêts (44,3 %), terres arables (41,6 %), prairies (9,6 %), zones agricoles hétérogènes (2,3 %), zones urbanisées (0,6 %), zones industrielles ou commerciales et réseaux de communication (0,6 %), milieux à végétation arbustive et/ou herbacée (0,5 %), eaux continentales (0,5 %). L'évolution de l’occupation des sols de la commune et de ses infrastructures peut être observée sur les différentes représentations cartographiques du territoire : la carte de Cassini (XVIIIe siècle), la carte d'état-major (1820-1866) et les cartes ou photos aériennes de l'IGN pour la période actuelle (1950 à aujourd'hui).

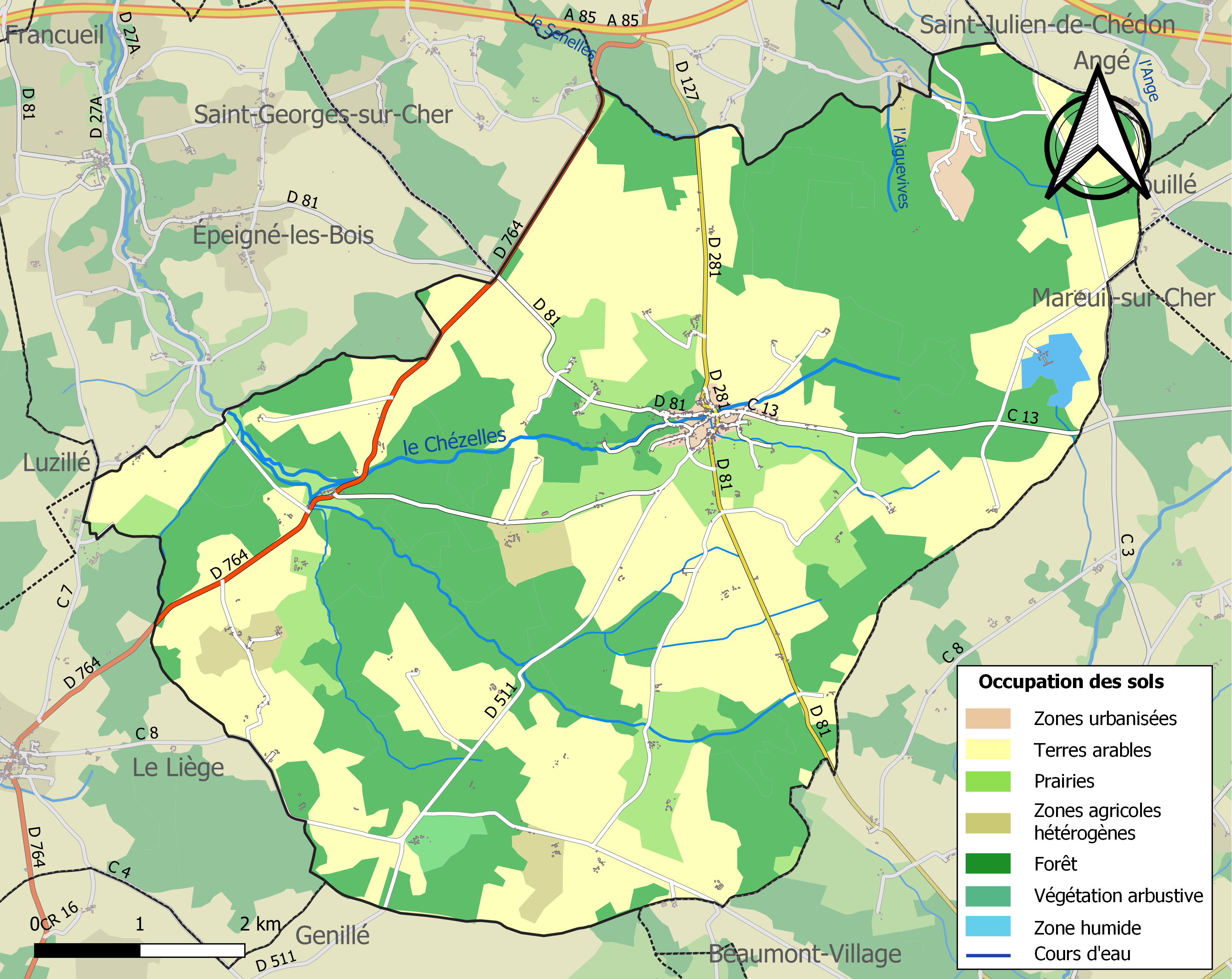
Carte des infrastructures et de l'occupation des sols de la commune en 2018 (CLC).

### Morphologie urbaine
L'habitat communal est très dispersé autour d'un bourg à la structure lâche, avec de nombreux hameaux ou fermes isolées dont certains sont progressivement délaissés. Cet éparpillement est dû à la nature argileuse des sols qui rendait autrefois les transports difficiles sur des chemins peu praticables.

### Risques industriels
Une zone de stockage souterrain de gaz d'une capacité maximale de 1,2 million de m3 se trouve en grande partie sur la commune, à plus de 900 m de profondeur, dans des terrains du Trias. Elle est classée risque Seveso seuil haut. Une grande partie orientale du territoire communal est ainsi concerné par un plan de prévention des risques technologiques (PPRT) pour des risques de « combustion » (en cas d'incendie) et/ou de « surpression » (en cas d'explosion) liés à la présence de cette entreprise et la plupart des 26 puits descendant dans la poche de gaz se trouvent dans le massif de la Ronde, la zone de stockage s'étendant au sous-sol de cinq communes.

### Voies de communication et transports
La principale voie de communication est l'axe nord-sud de Montrichard à Orbigny puis Écueillé passant par le chef-lieu communal, constitué de la D 281 au nord du bourg et de la D 81 au sud. Il est complété par un ensemble de voies rayonnantes à partir du bourg qui desservent les écarts.
La commune n'est pas directement desservie par un réseau de transports en commun. Il faut gagner Genillé pour accéder à la ligne TC du réseau Rémi pour l'Indre-et-Loire qui permet d'aller à Loches et au-delà à Descartes, ou Montrichard, tête de la ligne C du même réseau vers Amboise et Tours. Il est également possible de rejoindre Saint-Georges-sur-Cher où la ligne 6 du réseau Rémi pour le Loir-et-Cher permet d'aller à Blois.

## Toponymie
L'origine du toponyme « Céré » est très incertaine. Elle pourrait provenir de l'anthroponyme gaulois Cerata selon Xavier Delamarre ou de l'anthroponyme latin Cerus et du suffixe -ate pour Ernest Nègre. « La Ronde » est le nom d'une ferme sur le territoire communal. Ce toponyme complète en 1936 le nom de la commune.

## Histoire
Des  fouilles à la Pyramide, dans le massif de la Ronde ont mis au jour des vestiges d'occupation au Paléolithique moyen et supérieur (le Magdalénien est bien représenté) et au néolithique. Plusieurs toponymes (les Forges, le Carrefour des Forges, la Fournerie) évoquent des activités sidérurgiques non datées, mais probablement très anciennes.
Grégoire de Tours rapporte qu'Euphrône, son prédécesseur à l'évêché de Tours, fonde vers 560 une église à Céré qui a alors le statut de vicus mais c'est une église construite à partir du XIIe siècle qui est présente sur la commune. Les défrichements sont probablement en cours en 1246 puisqu'à cette date un document mentionne de « nouvelles terres ». Vers 1300, l'église, qui relève de l'archevêque de Tours, est reléguée à l'écart du bourg médiéval.
C'est en 1854 que l'archevêque de Tours Mgr François-Nicolas-Madeleine Morlot crée au château de la Ronde une colonie agricole où dix-huit orphelins, en quelques années, défrichent et rendent cultivables une soixantaine d'hectares de landes et de bruyères.
La Première Guerre mondiale fait 51 victimes dans les rangs des soldats de Céré-la-Ronde. Début août 1944, le maquis noir du « capitaine » Lecoz enlève et séquestre pour quelques jours, contre rançon, les châtelains de Montpoupon. Il s'installe du 6 au 12 août 1944 au château de Razay alors inoccupé, qu'il pille, ainsi que plusieurs demeures des environs. Il investit ensuite, pour trois jours, le château du Grand-Biard. Dans les années 1980, des études et des forages exploratoires sont réalisés pour évaluer la capacité du sous-sol à stocker du gaz naturel. Ces travaux aboutissent en 1993 à la création du stockage en nappe aquifère de la Ronde.

## Politique et administration
| Période                                  | Période   | Identité          | Étiquette | Qualité |
| ---------------------------------------- | --------- | ----------------- | --------- | ------- |
| mars 2001                                | mars 2008 | Jean Touchelet    |           |         |
| mars 2008                                | mars 2014 | Patrice Lécureuil |           |         |
| mars 2014                                | En cours  | Jacques Duvivier  | SE        | Avocat  |
| Les données manquantes sont à compléter. |           |                   |           |         |

## Population et société

### Démographie
Les habitants de Céré-la-Ronde sont les « Céréens ».
L'évolution du nombre d'habitants est connue à travers les recensements de la population effectués dans la commune depuis 1793. Pour les communes de moins de 10 000 habitants, une enquête de recensement portant sur toute la population est réalisée tous les cinq ans, les populations de référence des années intermédiaires étant quant à elles estimées par interpolation ou extrapolation. Pour la commune, le premier recensement exhaustif entrant dans le cadre du nouveau dispositif a été réalisé en 2005.

En 2022, la commune comptait 424 habitants, en évolution de −5,99 % par rapport à 2016 (Indre-et-Loire : +1,67 %, France hors Mayotte : +2,11 %).
| 1793 | 1800 | 1806 | 1821 | 1831 | 1836 | 1841 | 1846 | 1851 |
| ---- | ---- | ---- | ---- | ---- | ---- | ---- | ---- | ---- |
| 824  | 854  | 845  | 895  | 926  | 917  | 940  | 964  | 990  |

| 1856 | 1861 | 1866 | 1872  | 1876  | 1881  | 1886  | 1891  | 1896  |
| ---- | ---- | ---- | ----- | ----- | ----- | ----- | ----- | ----- |
| 995  | 994  | 975  | 1 021 | 1 052 | 1 085 | 1 127 | 1 148 | 1 134 |

| 1901  | 1906  | 1911  | 1921 | 1926 | 1931 | 1936 | 1946 | 1954 |
| ----- | ----- | ----- | ---- | ---- | ---- | ---- | ---- | ---- |
| 1 135 | 1 106 | 1 082 | 975  | 977  | 889  | 804  | 734  | 746  |

| 1962 | 1968 | 1975 | 1982 | 1990 | 1999 | 2005 | 2006 | 2010 |
| ---- | ---- | ---- | ---- | ---- | ---- | ---- | ---- | ---- |
| 662  | 640  | 571  | 481  | 435  | 437  | 408  | 414  | 446  |

| 2015 | 2020 | 2022 | - | - | - | - | - | - |
| ---- | ---- | ---- | - | - | - | - | - | - |
| 450  | 426  | 424  | - | - | - | - | - | - |

### Enseignement
La commune de Céré-la-Ronde est intégrée à un regroupement pédagogique intercommunal comprenant également Genillé et Le Liège. Les écoles maternelle et élémentaire se trouvent sur Céré et Genillé.
La carte scolaire départementale prévoit la scolarisation des étudiants de Céré-la-Ronde dans le collège de Montrésor et le lycée de Loches.

### Santé et services d'urgence
Aucun médecin généraliste n'est installé à Céré-la-Ronde en 2017. Les praticiens les plus proches exercent à Montrichard Val de Cher. Le centre hospitalier le plus proche est celui de Saint-Aignan-sur-Cher : ancien hôpital local, il ne dispose pas de services d'urgence.

## Économie
Le tableau ci-dessous détaille le nombre d'entreprises implantées à Céré-la-Ronde selon leur secteur d'activité et le nombre de leurs salariés :
|                                                              | Total | %     | 0 salarié | 1 à 9 salariés | 10 à 19 salariés | 20 à 49 salariés | 50 salariés ou plus |
| ------------------------------------------------------------ | ----- | ----- | --------- | -------------- | ---------------- | ---------------- | ------------------- |
| Ensemble                                                     | 54    | 100,0 | 39        | 14             | 0                | 1                | 0                   |
| Agriculture, sylviculture et pêche                           | 19    | 29,6  | 10        | 6              | 0                | 0                | 0                   |
| Industrie                                                    | 7     | 13,0  | 4         | 3              | 0                | 0                | 0                   |
| Construction                                                 | 1     | 1,9   | 0         | 1              | 0                | 0                | 0                   |
| Commerce, transports, services divers                        | 26    | 48,1  | 23        | 2              | 0                | 1                | 0                   |
| dont commerce et réparation automobile                       | 5     | 9,3   | 5         | 0              | 0                | 0                | 0                   |
| Administration publique, enseignement, santé, action sociale | 4     | 7,4   | 2         | 2              | 0                | 0                | 0                   |
| Champ : ensemble des activités.                              |       |       |           |                |                  |                  |                     |

## Culture locale et patrimoine

### Lieux et monuments

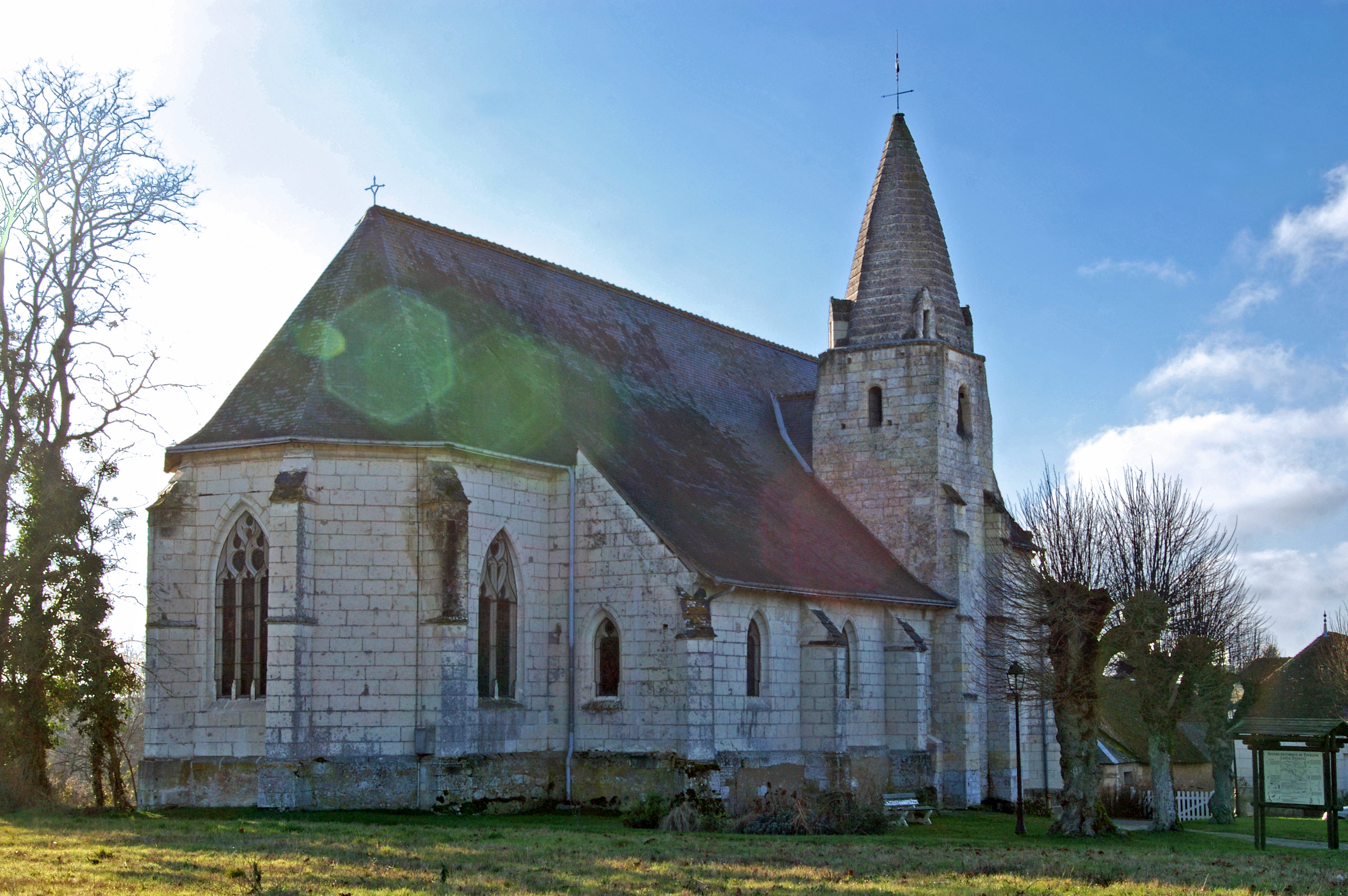
Église Saint-Martin.

Le château de Montpoupon, classé aux monuments historiques, abrite un musée de la vénerie. Le logis fortifié du XIIe siècle est remanié au XVe siècle et agrandi un siècle plus tard.
Le château du Grand-Biard est construit dans le style néo-Louis XIII en pierre de taille et briques. Il existait au XIVe siècle, sur le domaine, une chapelle disparue depuis qui dépendait de l'abbaye de Beaugerais.
L'église dédiée à saint Martin est également classée. Ses fondations datent partiellement du XIIe siècle, tout comme son clocher intégralement construit en pierre. Les autres parties de l'édifice sont attribuables au XVIe siècle.  Le plan de l'édifice traduit cette chronologie ; les premières travées de la nef correspondant à l'église romane ; les deux suivantes, plus étroites mais pourvues de bas-côtés, sont construites sur les fondations du XVIe siècle. Le chœur de l'église abrite des stalles, certaines du XVe, les autres du XVIe siècle.
Au sud de l'église, l'ancien presbytère du XVIe siècle fait également l'objet de mesures de protection. Une tourelle d'escalier octogonale prend place à un angle du bâtiment.

### Personnalités liées à la commune
- Le peintre Armand Langlois et sa famille ont vécu de 1977 à 1991 près du château de Montpoupon, au Moulin du Parc où ils avaient ouvert un petit musée de l'Imaginaire.
- Au printemps 1985, lors d’un rassemblement local pour la protection de la nature, la petite ville reçoit la visite impromptue d'Huguette Bouchardeau, alors toute nouvelle ministre de l’environnement[48].

### Traditions
- Une Foire aux chèvres se déroule chaque année le dernier dimanche d'octobre.

### Blasonnement
|  | Les armoiries de Céré-la-Ronde se blasonnent ainsi : Écartelé en sautoir : au 1er d'or au chêne coupé de sinople, aux 2e et 3e de gueules à la chèvre cabrée d’argent, les deux chèvres adossées, au 4e d'or au manteau de saint Martin de gueules partagé en deux par une épée haute de sable. |